# Erschallet, ihr Lieder, erklinget, ihr Saiten!, BWV 172

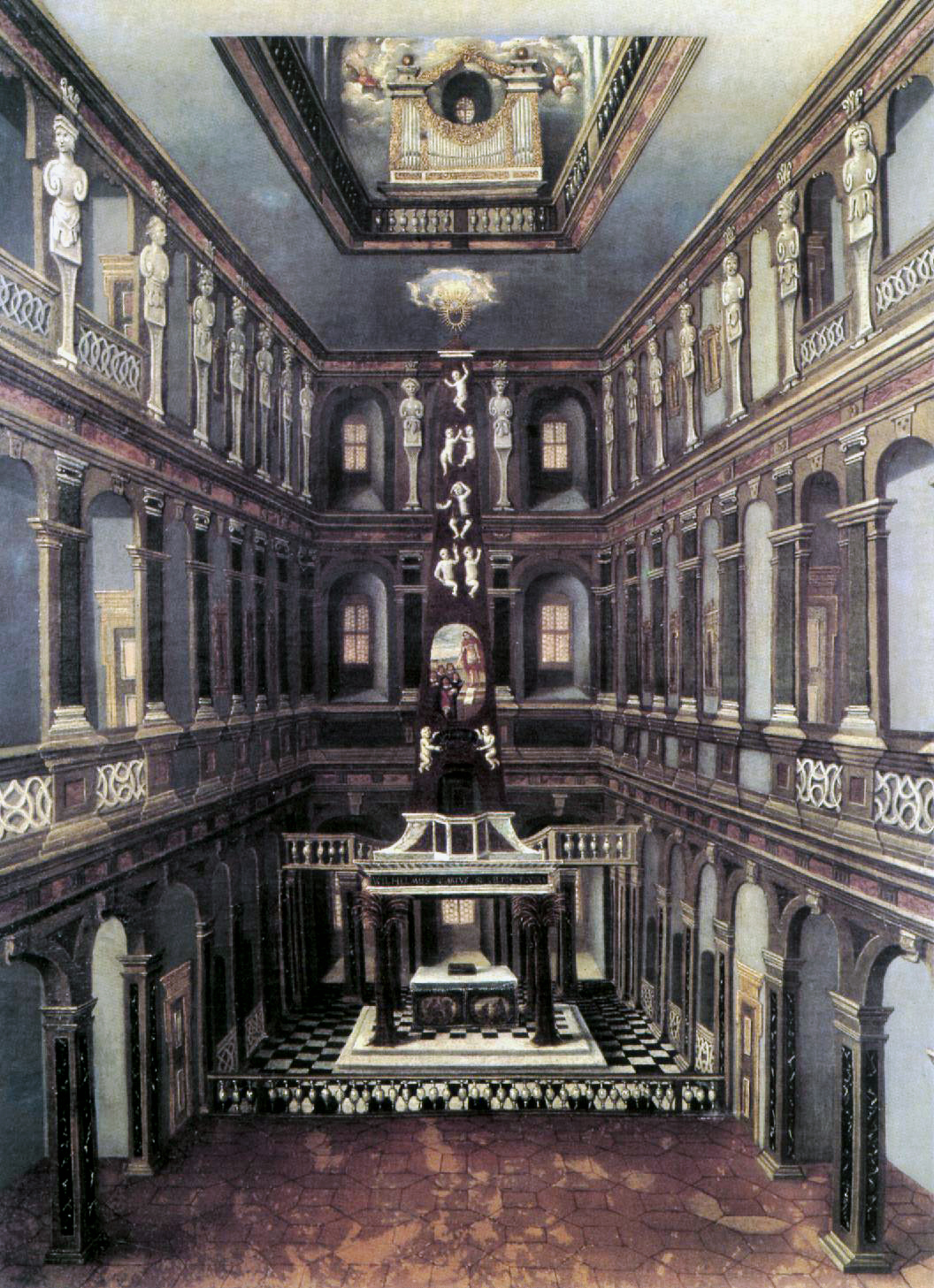
Schlosskirche en Weimar.

Erschallet, ihr Lieder, erklinget, ihr Saiten!, BWV 172, (en español, ¡Resonad, canciones; vibrad, cuerdas! ) es una cantata de iglesia de Johann Sebastian Bach, compuesta en Weimar en 1714 para el domingo de Pentecostés. Bach dirigió la primera interpretación el 20 de mayo de 1714 en la Schlosskirche, la capilla de la corte del Palacio ducal. Erschallet, ihr Lieder es una obra temprana en un género al cual él contribuyó posteriormente con ciclos de cantatas completos para todos los eventos del año litúrgico.
Bach fue nombrado Konzertmeister en Weimar en la primavera de 1714, un puesto que le requería la interpretación de una cantata de iglesia cada mes. Compuso Erschallet, ihr Lieder como la tercera cantata en la serie, a partir de un texto probablemente escrito por el poeta de la corte Salomo Franck. Dicho texto refleja aspectos diferentes del Espíritu Santo. El libretista incluyó una mención del día para el que está prescrita la lectura del Evangelio en el único recitativo, y para el cierre coral utilizó una estrofa del himno de Philipp Nicolai Wie schön leuchtet der Morgenstern (1599).
La obra está compuesta en seis movimientos e instrumentada para cuatro solistas vocales, coro de cuatro partes, tres trompetas, timbales, oboe, fagot y una orquesta de cuerda de dos violines, dos violas, y bajo cifrado. La orquesta con motivo de las vacaciones es festiva comparada con las dos obras anteriormente compuestas en Weimar. La cantata abre con un coro, seguido por el recitativo, en el que las palabras habladas por Jesús son cantadas por los bajos, como el vox Christi (voz de Cristo). Un aria grave con trompetas dirige a la Santísima Trinidad y entonces un aria tenor describe el Espíritu que está presente en la Creación. A continuación, sigue con un dúo íntimo del Alma (soprano) y el Espíritu (alto), en el cual un oboe interpreta la ornamentada melodía del himno de Martín Lutero Komm, Heiliger Geist, Herre Gott y un violonchelo solista proporciona la línea del bajo. El tema de la intimidad entre Dios y el Hombre se desarrolla en la siguiente coral, después de que Bach especificara una inusual repetición del coro de apertura.
Mientras Bach servía como Thomaskantor —director de música de iglesia— en Leipzig desde 1723, interpretó la cantata en varias ocasiones, a veces en una tonalidad diferente y con cambios en la partitura. Los musicólogos están de acuerdo en que le gustaba el texto del Evangelio de la cantata, «Si me amas...», y el himno de Pentecostés utilizado en el dúo, empleando tanto el texto como el himno varias veces. John Eliot Gardiner escribe que Bach «valoró particularmente» esta cantata. Contiene características que utilizó de nuevo en composiciones más tardías, como cantatas, oratorios y sus misas, por ejemplo movimientos con tres trompetas y timbales en un compás ternario para eventos festivos y dúos como símbolo de Dios y hombre.

## Historia

Johann Sebastian Bach compuso Erschallet, ihr Lieder para el domingo de Pentecostés. Pentecostés, óleo del Greco (hacia 1600). Museo del Prado.

Johann Sebastian Bach es conocido como un prolífico compositor de cantatas. Cuando asumió el cargo de Thomaskantor (director de música de la iglesia) en Leipzig en 1723, comenzó el proyecto de escribir cantatas de iglesia para los eventos del año litúrgico —domingos y días festivos—. Un proyecto que continuó durante tres años.
Bach fue nombrado organista y músico de cámara en Weimar en la corte de los duques corregentes en Sajonia-Weimar, Guillermo Ernesto y su sobrino Ernesto Augusto, el 25 de junio de 1708. Anteriormente, había compuesto cantatas sacras, algunas durante su desempeño en Mühlhausen desde 1706 a 1708. La mayoría fueron escritas para ocasiones especiales y se basaron principalmente en textos bíblicos e himnos. Entre ellas se encuentran: Aus der Tiefen rufe ich, Herr, zu dir, BWV 131; la temprana cantata coral Christ lag in Todes Banden, BWV 4 de Pascua; Gott ist mein König, BWV 71, para celebrar la inauguración del nuevo consejo de la ciudad el 4 de febrero de 1708; y el Actus Tragicus para un funeral.
En Weimar, Bach primero se concentró en el órgano, componiendo grandes obras para el instrumento, incluida la Orgelbüchlein, la Tocata y fuga en re menor, BWV 565, y la Tocata y fuga en mi mayor, BWV 566. Christoph Wolff sugiere que Bach pudo haber estudiado material musical perteneciente a la Hofkapelle, (literalmente «capilla de la corte» u orquesta de la corte), y que copió y estudió las obras de Johann Philipp Krieger, Christoph Graupner, Georg Philipp Telemann, Marco Giuseppe Peranda y Johann David Heinichen en el período comprendido entre 1711 y 1713. A principios de 1713, Bach compuso sus primeras cantatas en el nuevo estilo que incluía recitativos y arias: la llamada Cantata de la caza, BWV 208, como homenaje a Christian, duque de Sajonia-Weissenfels, celebrada el 23 de febrero, y, posiblemente, la cantata de iglesia para el domingo de Sexagésima (el segundo domingo antes de la Cuaresma) Gleichwie der Regen und Schnee vom Himmel fällt, BWV 18, en un texto de Erdmann Neumeister.
En 1713, le pidieron que optara al puesto de director de la Marktkirche en Halle, en sustitución de Friedrich Wilhelm Zachow. Zachow había enseñado al joven Georg Friedrich Händel y compuesto numerosas cantatas en el nuevo estilo, adoptando recitativos y arias de la ópera italiana. Bach tuvo éxito en su candidatura para el puesto, pero lo rechazó después de que el duque Guillermo Ernesto incrementara su salario y le ofreciera un ascenso.
Bach ascendió a Konzertmeister el 2 de marzo de 1714, un honor que implicaba la interpretación de una cantata de iglesia mensualmente en la Schlosskirche: Fue nombrado:

Das praedicat eines Concert-Meisters mit angezeigtem Rang nach dem Vice-Capellmeister... dargegen Er Monatlich neüe Stücke ufführen, und zu solchen Proben die Capell Musici uf sein Verlangen zu erscheinen schuldig... gehalten seyn sollen.
El título de maestro de concierto, que sigue en el escalafón al vicemaestro de capilla... implica que debe realizar piezas nuevas cada mes y los músicos de capilla bajo su responsabilidad deberán asistir a tantos ensayos como él considere oportuno.

Las circunstancias eran favorables: Bach gozó de un espacio «agradable e íntimo» en la capilla de la corte, llamado Himmelsberg (Castillo del Cielo), y un grupo profesional de músicos de la orquesta de la corte. Se inspiró en una colaboración con el poeta de la corte Salomo Franck, quien proporcionó los textos para la mayoría de sus cantatas de iglesia, captando un «mensaje teológico puro y sincero» en «elegante lenguaje poético». Las primeras dos cantatas que Bach compuso en Weimar basadas en textos de Franck fueron Himmelskönig, sei willkommen, BWV 182, para el Domingo de Ramos, que coincidió con la Anunciación ese año, y Weinen, Klagen, Sorgen, Zagen, BWV 12 para el Jubilate. Un mes después de componer Erschallet, ihr Lieder, Bach realizó Ich hatte viel Bekümmernis, BWV 21, el tercer domingo después de la Trinidad, de nuevo sobre un texto de Franck. Erschallet, ihr Lieder, la tercera cantata en esta serie, es la primera cantata para un día festivo.

## Análisis

### Texto

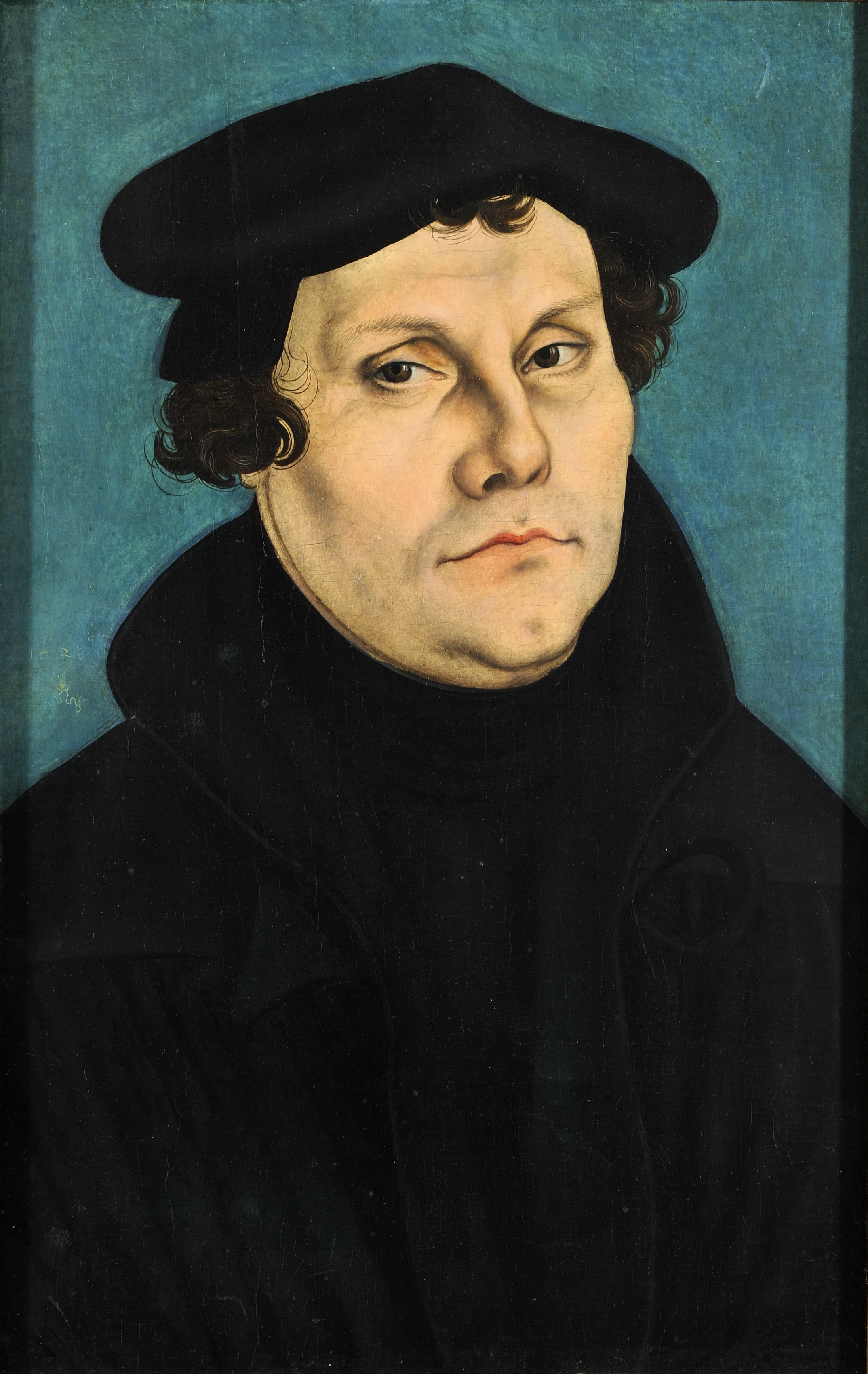
Parte del texto se basa en el himno de Martín Lutero Komm, Heiliger Geist, Herre Gott.

Erschallet, ihr Lieder es la tercera de las cantatas de Weimar. Fue la primera compuesta para un festivo, el Domingo de Pentecostés, siendo una celebración importante entre la Navidad y la Pascua. Las lecturas prescritas para el día de la fiesta se toman de los Hechos de los Apóstoles, sobre el Espíritu Santo (Hechos 2:1-13), y del Evangelio de Juan, en el que Jesús anuncia el Espíritu que va a enseñar, en su Discurso de Despedida (Juan 14:23-31). Como en muchas cantatas de Bach, el libreto es una compilación de textos de la Biblia, poesía contemporánea y coral. La poesía se atribuye a Salomo Franck, a pesar de que los versos no están incluidos en sus ediciones impresas. Varios de los primeros gestos estilísticos de Bach aparecen aquí, como una cita bíblica en un segundo movimiento recitativo y no en un primer movimiento coral, arias consecutivas entre sí sin un recitativo en el medio y el diálogo en un dúo.
El texto de Franck muestra elementos de comienzos del pietismo: la expresión de sentimientos extremos, por ejemplo, ¡O seligste Zeiten! («¡Oh tiempo feliz!») en el coro inicial, y una «actitud mística», por ejemplo en el dúo del Alma y el Espíritu unidos. En la sección central del primer movimiento, Franck parafraseó el texto evangélico, que dice en el versículo 23 que Dios quiere habitar con el hombre, Gott se sich die Seelen zu Tempeln bereiten («Dios mismo deberá preparar nuestras almas para Su templo», más literalmente: «Dios quiere preparar [nuestras] almas para convertirlas en su templo»). Las palabras para el recitativo son la cita del versículo 23 del Evangelio de Juan: «liebet Wer mich, der wird mein Wort halten» («El que me ama, guardará mi Palabra, y mi Padre le amará, y vendremos a él y haremos morada con él»). El tercer movimiento se dirige a la Trinidad y el cuarto al Espíritu que estuvo presente en la Creación. El quinto movimiento es un dúo del Alma y el Espíritu, subrayado por una transcripción instrumental del himno de Pentecostés de Martín Lutero Komm, Heiliger Geist, Herre Gott, que se basa en el himno en latín Veni Sancte Spiritus, reple tuorum corda fidelium. El sexto movimiento es una coral, del versículo cuarto del himno de Philipp Nicolai Wie schön leuchtet der Morgenstern. Geistlich Brautlied («Canción nupcial espiritual») de Nicolai continúa con el tema de la unidad entre el Alma y Espíritu.

### Interpretación

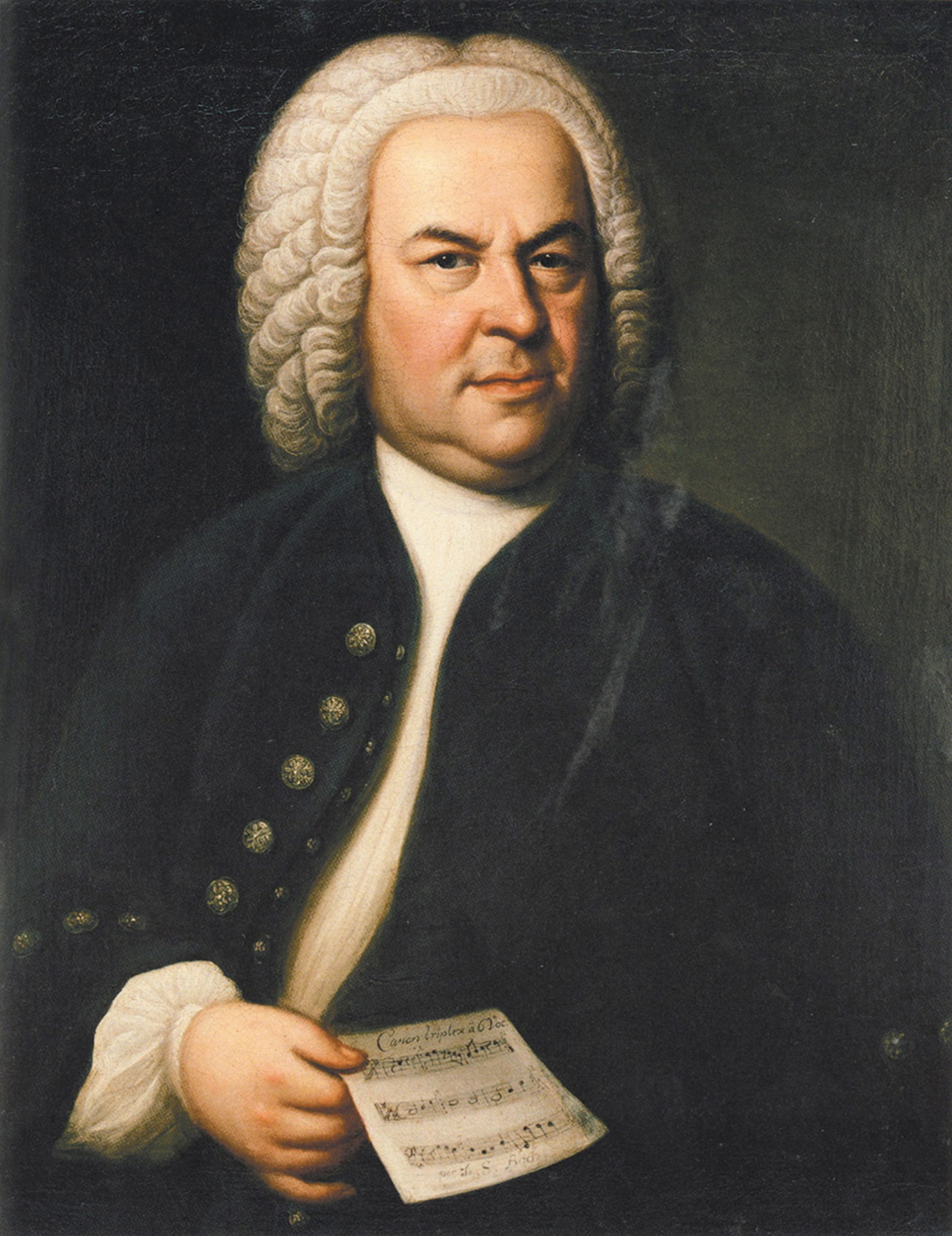
Johann Sebastian Bach.

Con el nombramiento de Bach como maestro de conciertos y su composición mensual y regular de cantatas, consiguió permiso para celebrar los ensayos en la iglesia, para garantizar un alto nivel de interpretación: «se han cambiado los ensayos de las piezas en casa [del maestro de capilla] y se ha ordenado que siempre deben tener lugar en la Kirchen-Capelle [la galería de música en la iglesia del palacio], y también para poder ser observado por el maestro de capilla». La orquesta a su disposición se componía de los miembros de la capilla de la corte, tres directores, cinco cantantes y siete instrumentistas, ampliable bajo demanda con músicos militares, músicos de la ciudad y coristas de un gimnasio.
Bach llevó a cabo la primera representación de Erschallet, ihr Lieder el 20 de mayo de 1714. Su hijo Carl Philipp Emanuel Bach recordó que la dirigió a menudo y tocó el primer violín: «él tocaba el violín de manera limpia y penetrante, y esto hizo que pudiera mantener a la orquesta en mejor orden que si lo hubiera hecho desde el clave». Las partes de la primera actuación se han perdido, pero tanto la partitura como el material de la interpretación de actuaciones posteriores han sobrevivido. Bach interpretó la cantata de nuevo, posiblemente en Köthen entre 1717 y 1722, y varias veces como Thomaskantor en Leipzig. Para la representación del 28 de mayo de 1724, cambió la instrumentación ligeramente y transpuso la obra de do mayor a re mayor. Volvió a la tonalidad de do mayor para una actuación el 13 de mayo de 1731. Existe una parte del quinto movimiento para órgano de una actuación posterior.
John Eliot Gardiner apuntó que Bach «apreciaba particularmente» esta cantata y que en ella estableció «un modelo para enfoques posteriores del tema pentecostal». Bach empleó el texto del Evangelio del recitativo en un movimiento coral en otras cantatas para Pentecostés -Wer mich liebet, der wird mein Wort halten, BWV 59 y Wer mich liebet, der wird mein Wort halten, BWV 74.

### Partitura y estructura
En la versión de Weimar, Bach realizó la partitura de la cantata para cuatro cantantes solistas (soprano (S), alto (A), tenor (T) y bajo (B)), un coro a cuatro voces y una orquesta de tres trompetas (Tpt), timbales (Tim), flauta dulce (Fl pico) o flauta travesera (Fl), oboe de amor (Oa), dos violines (Vn), dos violas (Va), fagot (Fg), violonchelo (Vc) y bajo continuo (Bc). Es una alegre y rica instrumentación para una festividad, mientras que las dos cantatas anteriores en Weimar no habían empleado los instrumentos de viento-metal. Bach utilizó la orquesta de cuerda francesa con dos partes de viola, como en la mayoría de las cantatas hasta 1715, cuando empezó a preferir la orquestación italiana con una única viola. En Weimar, una flauta dulce o travesera doblaba al primer violín una octava más alta; en la primera actuación de Leipzig fue una flauta travesera. Se adaptó una parte para órgano obbligato (Org) en sustitución del oboe y el violonchelo en el quinto movimiento en una representación posterior. La obra tiene una duración aproximada de unos 25 minutos. En la versión de Weimar y la versión de 1724, Bach solicitó una repetición del coro inicial, añadiendo las palabras Chorus repetatur ab initio (repetición del coro de apertura) tras la coral.
En la siguiente tabla de los movimientos, la partitura sigue la versión de Weimar de la Neue Bach-Ausgabe, y las abreviaturas para voces e instrumentos del Instituto Nacional de las Artes Escénicas y de la Música de España. Las tonalidades se toman de la versión de Weimar. La indicación del compás de cuatro por cuatro se indica mediante el símbolo .
| N.º | Título                                     | Texto   | Tipo       | Vocal | Vientos     | Cuerdas | Bajo | Tonalidad           | Tiempo            |
| --- | ------------------------------------------ | ------- | ---------- | ----- | ----------- | ------- | ---- | ------------------- | ----------------- |
| 1   | Erschallet, ihr Lieder                     | Franck  | Coro       | SATB  | 3Tpt Tim Fg | 2Vn 2Va | Bc   | do mayor            | 3 8               |
| 2   | Wer mich liebet, der wird mein Wort halten | Biblia  | Recitativo | B     |             |         | Bc   | la menor - do mayor | cuatro por cuatro |
| 3   | Heiligste Dreieinigkeit                    | Franck  | Aria       | B     | 3Tpt Fg     |         | Bc   | do mayor            | cuatro por cuatro |
| 4   | O Seelenparadies                           | Franck  | Aria       | T     |             | 2Vn 2Va | Bc   | la menor            | cuatro por cuatro |
| 5   | Komm, laß mich nicht länger warten         | Franck  | Aria       | SA    | Oa          | Vc      |      | fa mayor            | 3 4               |
| 6   | Von Gott kömmt mir ein Freudenschein       | Nicolai | Coral      | SATB  | Fg          | 2Vn 2Va | Bc   | do mayor            | cuatro por cuatro |
| 7   | Chorus repetatur ab initio                 |         |            |       |             |         |      |                     |                   |

### Música

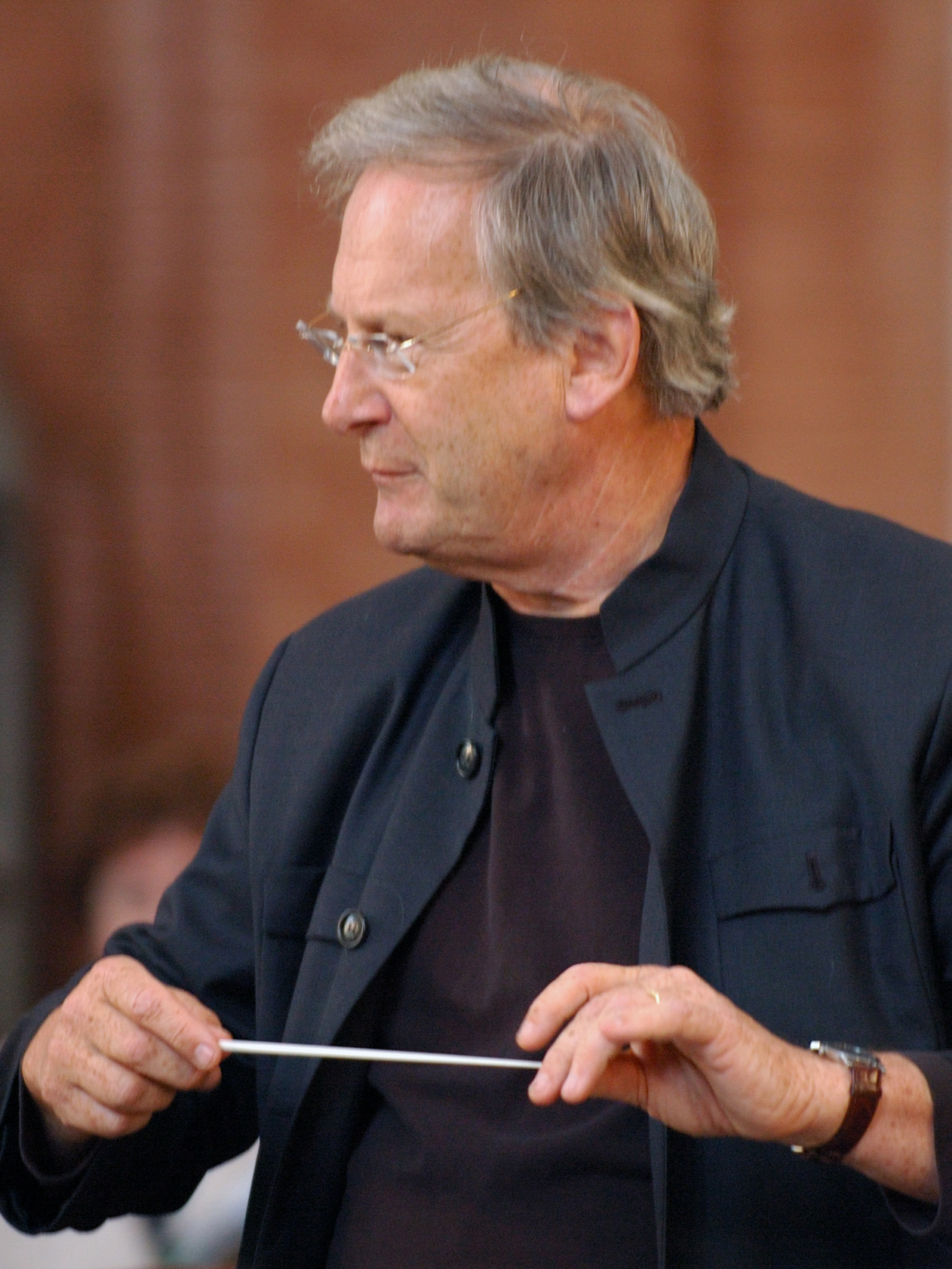
John Eliot Gardiner dirigió las cantatas de Bach en el año 2000.

El texto de la cantata no cuenta una historia sino que refleja diferentes aspectos del Espíritu Santo, que se celebra en Pentecostés. Se inicia con la alabanza general y luego se concentra en una sola línea del Evangelio. A continuación, se dirige a la Santa Trinidad, se refiere al Espíritu que estaba presente en la creación y muestra un diálogo entre el Alma y el Espíritu. Concluye con una estrofa del himno de Nicolai, el cual recoge el tema de la unidad entre Dios (Espíritu) y el hombre, como se muestra en el diálogo. Así pues, el texto parte de lo general hacia una reflexión cada vez más personal e íntima.
John Eliot Gardiner, que dirigió una integral de las cantatas de iglesia de Bach en el año 2000, situó las cantatas pentecostales en la mitad del proyecto, que veía como una «exploración durante un año de sus cantatas en su contexto temporal». Describió Pentecostés como «la culminación de esos "grandes cincuenta días" que siguen a la Resurrección, un motivo de la finalización de la obra de Jesús en la tierra y la venida del Espíritu Santo» y comentó que Bach «crea una música de sincero optimismo y exuberancia en la celebración de... el milagroso encendido de la chispa pentecostal divina que permite a los seres humanos comunicarse a través de la barrera del idioma». En cuanto a Erschallet, ihr Lieder, la primera cantata escrita para la ocasión, observó que Bach refleja las «etapas en la evolución de la relación de Dios con el hombre», tanto por la partitura como por la elección de sus tonalidades. En la primera versión de Weimar, los primeros movimientos están en do mayor, baja a la menor (una tercera por debajo) en el cuarto, baja de nuevo a fa mayor (una tercera por debajo adicional) en el quinto y sexto. La instrumentación es majestuosa, con tres trompetas y timbales en el primer movimiento y tres trompetas de nuevo en el tercero, reducidas a las cuerdas en el cuarto y a instrumentos solistas en el quinto movimiento.

#### «Erschallet, ihr Lieder»
«Erschallet, ihr Lieder» (Resonad, canciones) es un concierto festivo, marcado como Coro por Bach. Las palabras y la música se basan posiblemente en una cantata de felicitación secular —en alemán Glückwunschkantate— que se ha perdido. Una edición de las obras de Franck contiene una cantata para el Día de Año Nuevo, Erschallet nun wieder, glückwünschende Lieder (Sonad de nuevo, felicitando canciones), que pudo haber servido de modelo. El movimiento es en forma de da capo: la primera sección se repite tras una sección central contrastante. Está compuesta para tres «coros»: uno de trompetas, otro de cuerdas y fagot, y un coro de cuatro partes. El tercero, simbolizando la Trinidad, aparece de nuevo en un compás de 3/8 cuando se usan las tres trompetas. La primera parte comienza con fanfarrias de trompeta, alternando con unas fluidas coloraturas en las cuerdas. Las voces entran como coro homofónico en terceras. Repiten el primer compás del motivo de la fanfarria en la palabra «Erschallet» (¡resonad!) mientras las trompetas repiten también el motivo. Las voces repiten el motivo del segundo compás de la fanfarria en «ihr Lieder», y las trompetas contestan. El coro repite los compases tres y cuatro en «erklinget, ihr Saiten», a través de la interpretación de las cuerdas. Como colofón, la primera sílaba de «seligste Zeiten» (tiempo feliz) es sostenida en un acorde de séptima (primero en compás 53), durante el cual los instrumentos tocan sus motivos.
En la sección media en la menor, las trompetas descansan mientras que otros instrumentos interpretan colla parte con las voces. La imitación polifónica se expande en la idea de que Dios preparará a las almas para ser sus templos. La primera secuencia progresa desde la voz más grave hasta la más aguda, con entradas después de dos o tres compases. La voz más aguda comienza la segunda secuencia y las otras voces entran en una cercana sucesión, separadas una o dos compases. Gardiner interpreta la polifonía como «conjurándose ante nosotros la elegante tracería de esos "templos" que Dios promete hacer de nuestras almas». La primera parte es repetida como da capo.
El movimiento guarda semejanzas con la obertura de Tönet, ihr Pauken! Erschallet, Trompeten! BWV 214, compuesta en 1733 sobre otro texto llamando a los instrumentos a sonar, que Bach posteriormente usó con un texto diferente al comienzo de su Oratorio de Navidad, BWV 248. Bach usó una orquestación festiva con tres trompetas en métrica ternaria en su Misa en si menor, BWV 232 para la corte en Dresde, en el «Gloria», en contraste con el precedente «Kyrie».

#### «Wer mich liebet, der wird mein Wort halten»
El único recitativo de la cantata cita una línea del Evangelio del día: «Wer mich liebet, der wird mein Wort halten» (El que Me ama, guardará Mi Palabra,[ y Mi Padre lo amará y Nosotros vendremos a él y moraremos con él]). Bach refleja la promesa de Jesús de «morar en él» a través de líneas melismáticas en contrapunto con motivos en el violonchelo similares a los motivos del quinto movimiento. Asignó las palabras de Jesús al bajo como la vox Christi (voz de Cristo). Ilustró el descanso final en Dios terminando sobre una redonda en do1, la nota más grave que pedía a un solista. El musicólogo Julian Mincham describe la línea vocal:

The initial bars of melody are warm and quietly authoritative, but at the mention of dwelling with Him the movement takes on a very different character. The bass line becomes enlivened with little leaps of delight ... The singer's last note is a bottom d (c in the transposed version) several notes lower than a bass's accepted range. ... when achieved it is an arresting sound, confirming the rock-like certainty of the promise that we shall eventually reside with God.
Las barras de melodía iniciales son de cálida y serena autoridad, pero ante la mención de la morada con Nosotros el movimiento adquiere un carácter muy diferente. La línea del bajo se convierte en más animada con pequeños saltos de placer... La última nota del cantante es un re grave (do en la versión transpuesta) varias notas por debajo del rango aceptado para el bajo. ... cuando lo consigue es un sonido impresionante, confirmando la certidumbre como una roca de la promesa de que nosotros deberíamos finalmente residir en Dios.

#### «Heiligste Dreieinigkeit»
El primer aria, dirigida a la Santísima Trinidad, «Heiligste Dreieinigkeit» (Santísima Trinidad), está acompañada por un coro de tres trompetas y bajo continuo, una extraña combinación que expresa la idea de las palabras. La trompeta simboliza la autoridad. En ocasiones, las trompetas tocan al unísono, para ilustrar adicionalmente a la Trinidad. El tema está compuesto sobre las tres notas del acorde mayor. El aria se divide tres secciones.
Bach escribió un aria acompañada solo por un instrumento de metal obbligato en su Misa (Kyrie y Gloria en si menor), compuesta en 1733 para la corte de Dresde y posteriormente integrada en su Misa en si menor. El aria del bajo Quoniam tu solus sanctus de la Misa, que refleja la santidad y majestad de Dios, está escrita para trompa natural, dos fagotes y bajo continuo. Cuando ensambló la misa completa, arregló el aria empleando solo instrumentos de viento para reflejar al Espíritu Santo en Et in Spiritum Sanctum, que también es un movimiento con muchos símbolos de la Trinidad.

#### «O Seelenparadies»
El segundo aria, para tenor, «O Seelenparadies» (El paraíso de las almas), también contiene tres secciones y una métrica triple, pero en contraste con el movimiento previo, describe en ondas continuas de las cuerdas en unísono el Espíritu que estaba presente en la Creación, llamado «O Seelenparadies, das Gottes Geist durchwehet, der bei der Schöpfung blies» (El paraíso de las almas, avivadas por el Espíritu de Dios, que sopla en la creación). Alfred Dürr escribe que la música «expresa la impresión de liberación de la gravedad terrenal».

#### «Komm, laß mich nicht länger warten»

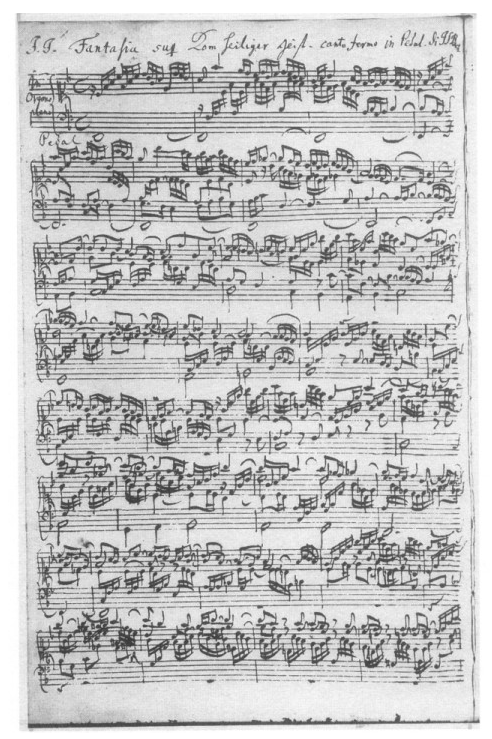
Primera página del manuscrito autógrafo del preludio coral BWV 651 de Bach.

El último movimiento solista, titulado Aria, «Komm, laß mich nicht länger warten» (Ven, no me hagas esperar más), consiste en un diálogo entre el Alma y el Espíritu Santo y se asimila a una canción de amor. La parte del Espíritu está asignada al alto, mientras que los dúos similares del Alma y Jesús en cantatas posteriores son para soprano y bajo —por ejemplo, en Ich hatte viel Bekümmernis, BWV 21 y Wachet auf, ruft uns die Stimme, BWV 140—.
Bach estableció el texto en una compleja estructura uniendo a las dos cantantes, un oboe y un violonchelo solistas. La soprano y la alto cantan sobre su unidad en lenguaje «neo-erótico» o «abiertamente erótico/pietista»: «Voy a morir, si tengo que estar sin ti», dice una; «¡Yo soy tuya y tú eres mía!», le contesta la otra. El violonchelo proporciona un intrincado contrapunto, que Albert Schweitzer describe como «un motivo de purificada felicidad». Las voces y el violonchelo forman otro trío, otro símbolo de la Trinidad. La musicóloga Anne Leahy del Dublin Institute of Technology señala que Bach tenía posiblemente la tercera estrofa en mente, que habla del amor, y usa el instrumento que lleva su nombre, el oboe de amor.
El oboe de amor interpreta una ricamente ornamentada melodía del himno de Pentecostés Komm, Heiliger Geist, Herre Gott (Ven, Espíritu Santo, Señor Dios, llena con la bondad de Tu gracia los corazones, voluntades y mentes de Tu fe. Inflama Tu ardiente amor con ellos.) Bach establece este himno, que parece cercano a su corazón, dos veces en sus Dieciocho grandes preludios corales, como BWV 651 y BWV 652.
Bach usó de nuevo dúos cuando compuso en 1733 su Misa («Kyrie» y «Gloria» en si menor) para la corte de Dresde. Escribió dos movimientos de duetos en el estilo de los duetos de amor de la ópera de la época y los ubicó en el centro de cada parte de la Misa: «Christe eleison» para dos sopranos en el centro del «Kyrie», «Domine Deus» en el centro de la estructura simétrica del «Gloria». Cuando recopiló la Misa en si menor, eligió otro dúo Et in unum Dominum Jesum Christum para el «Credo», con partitura para soprano y alto, al igual que lo hizo en Erschallet, ihr Lieder.

#### «Von Gott kömmt mir ein Freudenschein»

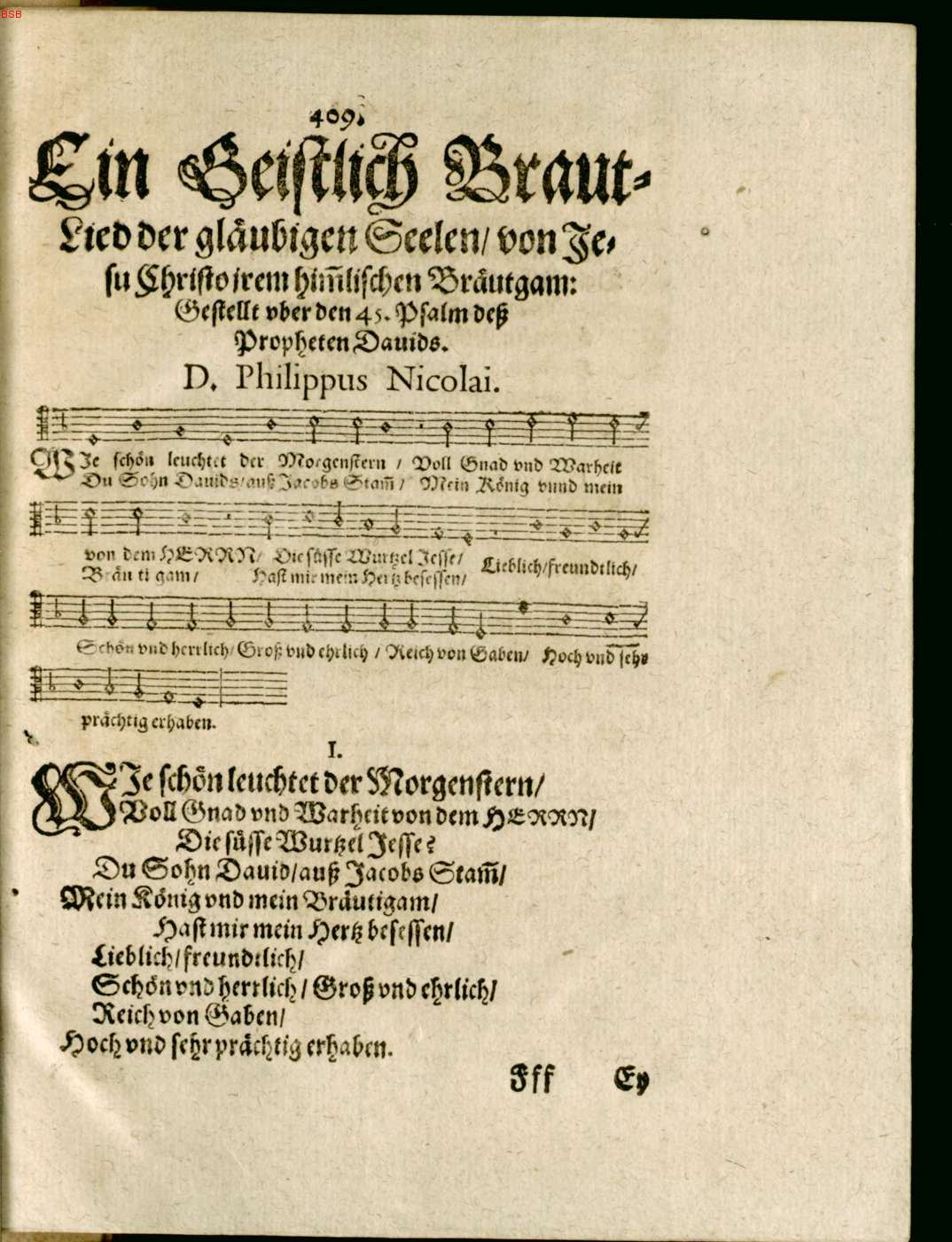
Wie schön leuchtet der Morgenstern, primera publicación del himno de Philipp Nicolai en 1599.

El texto de la coral de cierre lo toma de la «Geistlich Brautlied» (Espiritual canción nupcial) Wie schön leuchtet der Morgenstern de Philipp Nicolai, continuando el tema de la unidad entre el Alma y el Espíritu. «Von Gott kömmt mir ein Freudenschein»" (Un alegre resplandor me llega de Dios) está ilustrado por una parte de violín añadida al coro de cuatro partes. El texto termina con las palabras:

Nimm mich freundlich
In dein' Arme, daß ich warme
Werd' von Gnaden!
Auf dein Wort komm' ich geladen.
Tómame como a un amigo
en tus brazos, para que pueda calentarme
con tu Gracia
a Tu Palabra vengo invitado.

Hasta 1724, el coro de apertura se repetía después del coral, marcado como Chorus repetatur ab initio en el manuscrito.
Gardiner describe la cantata como «evidentemente... una obra que él particularmente valoró», añadiendo que «eleva con música de genuino optimismo y exuberancia en la celebración de los primeros dones de la recientemente despierta naturaleza, así como el milagroso encendido de la divina llama pentecostal que permite a los seres humanos comunicarse a través de las barreras del idioma». Dürr comenta que «todos los diversos cambios que hizo muestran la cantidad de problemas que afrontó Bach con la obra —como el número de representaciones documentadas (al menos cuatro) sugiere— parece que particularmente le gustaba».

## Publicación
La cantata fue publicada por Breitkopf & Härtel en 1888 en el volumen 35 de la primera edición completa de las obras de Bach por el Bach Gesellschaft, editado por Alfred Dörffel. En la histórico-crítica Neue Bach-Ausgabe, la segunda edición completa de las obras de Bach, Dietrich Kilian editó ambas, la versión reconstruida de Weimar (1959) y la primera versión de Leipzig (1960) en volumen 13, añadiendo el informe crítico en 1960.

### Partituras
- «Erschallet, ihr Lieder, BWV 172» en el Proyecto Biblioteca Internacional de Partituras Musicales (IMSLP).
- «Erschallet, ihr Lieder (1st version) BWV 172; BC A 81a / Sacred cantata (1st Day of Pentecost)». Universidad de Leipzig. 1960. Archivado desde el original el 6 de marzo de 2014. Consultado el 15 de febrero de 2016.
- «Erschallet, ihr Lieder (2nd version) BWV 172; BC A 81b/ Sacred cantata (1st Day of Pentecost)» (en inglés). Universidad de Leipzig. 1960. Archivado desde el original el 6 de marzo de 2014. Consultado el 15 de febrero de 2016.
- «Cantata BWV 172 – Erschallet, ihr Lieder (Johann Sebastian Bach)» (en inglés). CPDL Free Choral Sheet Music. Archivado desde el original el 19 de mayo de 2009. Consultado el 15 de febrero de 2016.
- Kilian, Dietrich (1965). Bach Erschallet, ihr Lieder, Vocal Score based on the Urtext of the New Bach edición (en inglés). Bärenreiter.

### Libros
- Arnold, Jochen (2009). Von Gott poetisch-musikalisch reden: Gottes verborgenes und offenbares Handeln in Bachs Kantaten (en alemán). Vandenhoeck & Ruprecht. ISBN 3-647-57124-5.
- Buelow, George J. (2004). A History of Baroque Music (en inglés). Indiana University Press. ISBN 0-253-34365-8.
- Dürr, Alfred (1951). Studien über die frühen Kantaten Johann Sebastian Bachs: Fassung der im Jahr 1951 erschienenen Dissertation (en alemán). Breitkopf und Härtel. ISBN 3-7651-0130-3.
- Dürr, Alfred (1971). Die Kantaten von Johann Sebastian Bach (en alemán) 1 (4.ª edición). Deutscher Taschenbuchverlag. ISBN 3-423-04080-7.
- Dürr, Alfred (2006). The Cantatas of J. S. Bach: With Their Librettos in German-English Parallel Text (en inglés). Oxford University Press. ISBN 0-19-929776-2.
- Leahy, Anne (2011). J. S. Bach's 'Leipzig' Chorale Preludes: Music, Text, Theology (en inglés). Scarecrow Press. ISBN 0-8108-8182-9.
- Wolff, Christoph (2002). Johann Sebastian Bach: The Learned Musician (en inglés). Oxford University Press. ISBN 978-0-393-32256-9.
- Wolff, Christoph (1991). Bach: Essays on his Life and Music (en inglés). Harvard University Press. ISBN 978-0-674-05926-9.
- Zedler, Günther (2008). Die erhaltenen Kirchenkantaten Johann Sebastian Bachs (Mühlhausen, Weimar, Leipzig I): Besprechungen in Form von Analysen – Erklärungen – Deutungen (en alemán). BoD – Books on Demand. ISBN 3-8370-4401-7.